# Dietrich (Name)
Dietrich ist ein männlicher Vorname und Familienname.

## Herkunft und Bedeutung
Beim Namen Dietrich handelt es sich um eine deutsche Variante des germanischen Namens Theodoric. Er setzt sich aus den urgermanischen Elementen theud „Volk“ und ric „Herrscher“, „mächtig“, „reich“ zusammen.

## Verbreitung
Der Name Dietrich ist in erster Linie im deutschen Sprachraum verbreitet.
Zu Beginn des 20. Jahrhunderts war der Name Dietrich in Deutschland weit verbreitet. Besonders häufig wurde er in den 1930er Jahren vergeben, jedoch zählte er nie zu den beliebtesten Vornamen. Ab den 1940er Jahren wurde der Name immer seltener vergeben. Mittlerweile ist er außer Mode geraten.

## Varianten

### Vorname
- Aserbaidschanisch: Telman
- Deutsch: Diederich
  - Urgermanisch: Theoderich, Theuderich, Theutrich, Þiudreiks, Theodoric
  - Latinisiert: Theodoricus, Theudoricus
  - Friesisch: Durk, Thede, Tiede, Tjark
  - Diminutiv: Didi, Dierk, Dirk, Thilo, Till, Tillo, Tilo, Tielo, Dieter, Derk
- Englisch: Dederick, Derek, Derick, Derrick, Terry
  - Afroamerikanisch: Dedrick
  - Diminutiv: Dirk, Tel
- Estnisch: Tiidrik
  - Diminutiv: Tiit
- Französisch: Thierry
- Latinisiert: Thelonius, Thidericus
- Niederländisch: Diederick, Diederik, Tijmen
  - Diminutiv: Dick, Diede, Dirk, Tiede, Ties, Derk, Dietje
- Polnisch: Dzietrzych
- Schwedisch: Didrik

### Nachname
- Deutsch: Derichs, Dirks, Dirksen, Thälmann
- Englisch: Dedrick, Derrick, Derricks, Derrickson, Terry
- Niederländisch: Dirchs, Dircks, Dircksens, Dirckx, Dirix, Dirks, Dirkse, Dirksen, Dirkx
  - Flämisch: Dierickx, Dirckx, Dirix, Dirkx, Tillens

## Namenstag
- 29. April: nach Dietrich von Thorreide
- 1. Juli: nach dem Heiligen Dietrich von Reims
- 9. Juli: Heiliger Theodor (Dietrich) van der Eem
- 7. September: nach dem Seligen Dietrich von Metz
- 27. September: nach Dietrich von Naumburg
- 12. Dezember: nach dem Seligen Dietrich von Kremsmünster
- 16. Dezember: nach dem Heiligen Dietrich von Rommersdorf

## Namensträger
- Siehe auch: Liste der Herrscher namens Dietrich

### Einzelname
- Dietwin (Diederik van Beieren; † 1075), von 1048 bis zu seinem Tod 1075 Bischof von Lüttich
- Dietrich (≈ 1076–1091), Graf von Kleve
- Dietrich I. von Naumburg (Dietrich I. von Selbold-Gelnhausen; † 1123), Bischof des Bistums Naumburg-Zeitz
- Dietrich der Reiche (≈ 1170–1235), Bürger Wiens
- Dietrich († 1178), Augustiner-Chorherr und Propst des Klosterstifts Berchtesgaden
- Dietrich von Albeck († 1194), als Dietrich I. Bischof von Gurk
- Dietrich von Thorreide († 1219), auch Theoderich von Estland, Zisterziensermönch, Bischof von Estland
- Dietrich von Apolda (1220/30–1302), deutscher Dominikaner und Verfasser von Heiligenbiografien
- Dietrich von Landsberg, genannt der Weise  (1242–1285), Markgraf von Landsberg
- Dietrich (13. / 14. Jahrhundert), Elekt von Brandenburg
- Dietrich von Freiberg († nach 1310), deutscher Philosoph, Mystiker, Theologe und Naturwissenschaftler
- Dietrich der Ältere von Gemmingen († um 1374), gemeinsamer Stammvater des Stammes A (Guttenberg) der Freiherren von Gemmingen
- Dietrich von Gemmingen († 1414), Ganherr in Bönnigheim, Ortsherr in Ittlingen
- Dietrich von Gemmingen († 1482), Vogt in Löwenstein, Ganherr in Widdern, Burgherr auf Maienfels
- Dietrich von Gemmingen († 1526), Grundherr auf Guttenberg und in Bonfeld, Förderer der Reformation im Kraichgau
- Dietrich von Gemmingen (1526–1587), Direktor des Ritterkanton Kraichgau, begütert in Filseck und Weilerberg
- Dietrich von Gemmingen (1584–1659), Grundherr in Gemmingen und auf Burg Guttenberg
- Dietrich von Beringhausen († 1616) „Dietrich IV“, ab 1585 Fürstabt von Corvey.

### Vorname

#### Dietrich
- Dietrich Aden (* 1988), deutscher Politiker (CDU) und Bürgermeister der Stadt Greven
- Dietrich Alexander (1934–1999), deutscher Philosoph
- Dietrich Bonhoeffer (1906–1945), deutscher evangelisch-lutherischer Theologe und Widerstandskämpfer
- Dieterich Buxtehude (früher Dietrich) (≈1637–1707), dänisch-deutscher Organist und Komponist des Barock
- Dietrich von Choltitz (1894–1966), deutscher General und 1944 Stadtkommandant von Paris
- Hans-Dietrich von Diepenbroick-Grueter (1902–1980), deutscher Antiquar und Sammler von Porträts
- Dietrich Fast (* 1985), deutscher Pokerspieler
- Dietrich Fischer-Dieskau (1925–2012), deutscher Sänger
- Dietrich Garski (1931–2024), deutscher Bauunternehmer
- Hans-Dietrich Genscher (1927–2016), deutscher Politiker (FDP)
- Dietrich Grönemeyer (* 1952), deutscher Arzt und Autor
- Dietrich Hahn (* 1946), deutscher Journalist und Publizist, Enkel von Otto Hahn
- Dietrich von Hein (1925–2007), deutscher Veterinär und zweiter Inspizient Veterinärmedizin der Bundeswehr
- Dietrich Hoffmann (1934–2023), deutscher Erziehungswissenschaftler
- Dietrich Körner (1929–2001), deutscher Schauspieler
- Dietrich Kremp (1937–2017), deutscher Physiker und Hochschullehrer
- Dietrich von Landsberg zu Erwitte (um 1615/18–1683), deutscher Offizier, Diplomat und Landdrost
- Dietrich Lang-Hinrichsen (1902–1975), deutscher Jurist, Hochschullehrer und Richter am Bundesgerichtshof
- Dietrich Langen (1913–1980), deutscher Arzt, Psychotherapeut und Hochschullehrer
- Dietrich Mahlow (1920–2013), deutscher Kunsthistoriker, Kurator und Museumsdirektor
- Dietrich Mateschitz (1944–2022), österreichischer Unternehmer
- Dietrich Mattausch (* 1940), deutscher Schauspieler
- Dietrich Mende (1899–1990), deutscher Journalist, Publizist und Ministerialbeamter
- Dietrich Neuhaus (1931–2020), deutscher Kabarettist, Autor und Werbetexter
- Dietrich von Nieheim (≈1345–1418), Historiker an der Kurie in Rom und deutscher Vertreter beim Konzil von Konstanz
- Dietrich Siegl (* 1954), österreichischer Schauspieler
- Dietrich von Stade (1674–1733), deutscher Jurist, schwedischer Regierungsrat und Gesandter
- Dietrich Stauffer (1943–2019), deutscher Physiker und Hochschullehrer
- Dietrich von Stein zu Nordheim und Ostheim (1793–1867), deutscher Politiker
- Dietrich Stein (1938–2024), deutscher Bauingenieur und Hochschullehrer
- Dietrich Stobbe (1938–2011), deutscher Politiker (SPD), Regierender Bürgermeister von Berlin
- Dietrich Stollberg (1937–2014), deutscher Theologe, Pastoralpsychologe und Hochschullehrer
- Dietrich Thoms (1917–1980), deutscher Schauspieler, Synchronsprecher und Hörspielsprecher
- Dietrich Thurau (* 1954), deutscher Radrennfahrer
- Dietrich Wortmann (1884–1952), deutscher Ringer

#### Diedrich
- Diedrich Baedeker (1680–1716), deutscher Buchdrucker und Verleger
- Diedrich Bartels (Ratsherr) (1633–1689), deutscher Kaufmann und Ratsherr von Lübeck
- Diedrich von Bartels (1701–1763), deutscher Kaufmann und Ratsherr von Lübeck
- Diedrich Diederichsen (Theaterwissenschaftler) (1921–2009), deutscher Theaterwissenschaftler
- Diedrich Diederichsen (Kulturwissenschaftler) (* 1957), deutscher Kulturwissenschaftler
- Diedrich Bader (* 1966), US-amerikanischer Schauspieler
- Diedrich Ehmck (1836–1908), deutscher Philologe, Historiker und Senator in Bremen
- Diedrich Garlichs (1679–1759), niederländischer Kaufmann, Stifter und Erblasser gemeinnütziger und kunstfördernder Vermächtnisse
- Diedrich Hahn (1884–1967), deutscher Kaufmann und Reeder
- Diedrich Hinrichs (1921–2007), deutscher Politiker (SPD)
- Diedrich Hoyer der Ältere (um 1490–1548), deutscher Politiker, Bürgermeister von Bremen
- Diedrich Hoyer der Jüngere (1568–1623), deutscher Politiker, Bürgermeister von Bremen
- Diedrich Janßen-Jennelt (1889–1983), deutscher Kunstmaler und Lehrer
- Diedrich Samuel Kropp (1824–1913), deutscher Bildhauer
- Diedrich Lahusen (1852–1927), deutscher Jurist und hochrangiger Richter
- Diedrich Moller (1622–1687), deutscher Jurist, Ratsherr und Bürgermeister der Freien und Hansestadt Hamburg
- Diedrich Murken (1893–1958), deutscher Arzt, Gynäkologe und Geburtshelfer
- Diedrich Osterhoff (1925–2014), deutscher Tierzuchtwissenschaftler und Hochschullehrer
- Diedrich Saalfeld (1927–2022), deutscher Agrar- und Wirtschaftshistoriker
- Diedrich Schmidt (Politiker) (1868–1939), deutscher Lehrer, Ziegeleibesitzer und MdL
- Diedrich Heinrich Schmidt (1933–2020), deutscher Autor
- Diedrich Schroeder (1916–1988), deutscher Bodenkundler
- Diedrich Smidt (1931–2018), deutscher Veterinärmediziner und Agrarwissenschaftler
- Diedrich Speckmann (1872–1938), deutscher Schriftsteller (Heimatdichter)
- Diedrich Stolterfoht (1754–1836), Lübecker Ratsherr und Fabrikant
- Diedrich Uhlhorn junior (1843–1915), deutscher Ingenieur und Obstzüchter
- Diedrich Heinrich Wätjen (1785–1858), deutscher Kaufmann und Reeder, Senator in Bremen
- Diedrich Hermann Wätjen (1800–1868), deutscher Kaufmann und bremischer Konsul in Havanna
- Diedrich Wattenberg (1909–1996), deutscher Astronom
- Diedrich Westermann (1875–1956), deutscher Afrikanist und Ethnologe
- Diedrich Wilkens (1811–1876), deutscher Unternehmer

#### Diederich
- Diederich Georg Babst (1741–1800), deutscher Schriftsteller
- Diederich von Bocholtz-Asseburg (1812–1892), deutscher Fideikommissherr und Parlamentarier
- Diederich Eckardt (* 1961), deutscher Rechtswissenschaftler
- Diederich Thomas Fretz (1743–1815), Kaufmann der Niederländischen Ostindien-Kompanie (VOC)
- Diederich Hahn (1859–1918), deutscher Politiker
- Diederich Hinrichsen (* 1939), deutscher Mathematiker
- Diederich Logemann (auch Dietrich; 1872–1959), deutscher Landwirt und Politiker (DNVP)
- Diederich von Mecklenburg (1833–1893), Jurist, mecklenburgischer Rittergutsbesitzer, Provisor, Hofbeamter und Verwaltungsbeamter
- Diederich Meier (1748–1802), deutscher Jurist, Bremer Ratsherr und Bremer Bürgermeister
- Diederich Meier (1787–1857), deutscher Politiker, Bremer Senator und Bürgermeister
- Diederich Pies (≈ 1590–1666), Pfalz-Neuburgischer und Kaiserlicher Regimentsfeldscherer
- Diederich Franz Leonhard von Schlechtendal (1794–1866), deutscher Botaniker
- Diederich Friedrich Carl von Schlechtendal (auch Diedrich Friedrich Karl von Schlechtendal; 1767–1842), deutscher Botaniker und Jurist
- Diederich Heinrich Schrader (1801–1847), deutscher Schwimmmeister und Lebensretter
- Diederich Schrötteringk (–1678), deutscher Kaufmann und Hamburger Oberalter
- Diederich Volkmann (1838–1903), deutscher Altphilologe
- Diederich von dem Werder (1584–1657), deutscher Übersetzer, Epiker und Kirchenlieddichter
- Diederich Christian Ludwig Witting (1759–1837), deutscher Baumeister und Stadtplaner

#### Diderik
- Didrik Pining (auch: Dietrich und Diderik; ≈1428–1490/91), deutscher Seefahrer
- Johannes Diderik van der Waals (1837–1923), niederländischer Physiker
- Johannes Diderik van der Waals jr. (1873–1971), niederländischer Physiker

#### Diederik
- Diederik Bangma (* 1990), niederländischer Fußballtorhüter
- Diederik Jacobus den Beer Poortugael (1800–1879) war ein niederländischer Offizier und Poet
- Dirck Jansz Graeff (1532–1589), reicher Großhändler, Reeder und Politiker
- Diederik Boer (* 1980), niederländischer Fußballspieler
- Diederik Franciscus Jamin (1838–1865), niederländischer Genre- und Historienmaler sowie Daguerreotypist
- Diederik Johannes Korteweg (1848–1941), niederländischer angewandter Mathematiker
- Diederik Samsom (* 1971), niederländischer Politiker der Partij van de Arbeid
- Diederik Scheltinga (* 1985), niederländischer Duathlet und Triathlet
- Diederik Simon (* 1970), niederländischer Ruderer
- Diederik Stapel (* 1966), ehemaliger Hochschullehrer und niederländischer Sozialpsychologe
- Diederik Jacob van Tuyll van Serooskerken (1772–1826), russischer Botschafter
- Diederik van Veldhuyzen (1651–1716), Utrechter Politiker und Aristokrat
- Diederik van Weel (* 1973), niederländischer Hockeyspieler
- Diederik Wiersma (* 1967), niederländischer Physiker
- Diederik Wissels (* 1960), niederländischer Jazz-Pianist, der in Belgien arbeitet

### Familienname

#### A
- Adam Dietrich (Botaniker) (1711–1782), deutscher Botaniker
- Adam Dietrich (Politiker) (1847–1916), deutscher Politiker (SPD)
- Adam Dietrich (Szenenbildner), US-amerikanischer Szenenbildner und Filmproduzent
- Adelheid Dietrich (1827–1891), deutsche Blumenmalerin
- Adolf Dietrich (1877–1957), Schweizer Maler
- Albert Dietrich (Musiker) (Albert Hermann Dietrich; 1829–1908), deutscher Komponist und Dirigent
- Albert von Dietrich (1856–1921), österreichischer Feldmarschallleutnant
- Albert Dietrich (Mediziner) (1873–1961), deutscher Pathologe
- Albert Dietrich (Philosoph) (Albert Johannes Dietrich; 1890–1958), deutscher Philosoph
- Albert Dietrich (Bratschist) (1908–1979), deutscher Bratschist
- Albert Dietrich (Arabist) (1912–2015), deutscher Arabist und Hochschullehrer
- Albert Gottfried Dietrich (1795–1856), deutscher Botaniker
- Albert de Dietrich (1861–1956), französischer Ingenieur, Unternehmer, Maler, Schriftsteller und Sammler
- Alexander Dietrich (Pharmakologe) (* 1962), deutscher Pharmakologe und Hochschullehrer
- Alexander Dietrich (Regisseur), deutscher Trickfilmregisseur
- Alexander Dietrich (Politiker) (* 1975), deutscher Jurist und Politiker (CSU)
- Alexander Dietrich (Ingenieur) (* 1983), deutscher Robotiker
- Alfred Dietrich (1843–1898), deutscher Schiffbauingenieur
- Almut Seiler-Dietrich (* 1947), deutsche Autorin
- Alois Dietrich (Politiker, 1792) (1792–1832), deutscher Gastronom und Politiker
- Alois Dietrich (Politiker, 1860) (1860–1938), österreichischer Landwirt und Politiker (CSP)
- Aloys Dietrich (1902–1975), deutscher Architekt
- Amalie Dietrich (geborene Amalie Nelle; 1821–1891), deutsche Australien- und Naturforscherin
- Anne Dietrich (* 1980), deutsche Bobfahrerin
- Annette Bühler-Dietrich (* 1968), deutsche Germanistin, Theaterwissenschaftlerin und Hochschullehrerin
- Anni Dietrich (1937–2017), deutsche Porzellanmalerin und Dekorgestalterin, siehe Anni und Peter Dietrich
- Andreas Dietrich (Wirtschaftswissenschaftler, um 1959) (* um 1959), deutscher Wirtschaftswissenschaftler und Hochschullehrer (Düsseldorf)
- Andreas Dietrich (Journalist) (* 1964), Schweizer Journalist
- Andreas Dietrich (Wirtschaftswissenschaftler, 1976) (* 1976), Schweizer Wirtschaftswissenschaftler und Hochschullehrer (Luzern)
- Andreas Dietrich (Sprecher), deutscher Hörspielsprecher
- Anton von Dietrich (1783–1870), österreichischer Feldzeugmeister
- Anton Dietrich (Maler) (1833–1904), deutscher Maler
- Anton Dietrich (Politiker) (1943–2004), deutscher Politiker (CSU)
- Anton Gotthelf Dietrich (1797–1868), deutscher Arzt und Übersetzer
- Antonia Dietrich (1900–1975), deutsche Schauspielerin
- Armin Dietrich (Architekt) (1928–2017), deutscher Architekt
- Arthur Dietrich (Politiker) (1875–1932), Oberbürgermeister in Naumburg (Saale)
- Arthur Dietrich (Diplomat) (1900–1945), Gesandtschaft Mexiko, Gesandtschaft Madrid
- Arthur Dietrich (Oberkirchenrat) (1930–2018), Oberkirchenrat in Wien
- August Dietrich (1850–1926), deutscher Generalleutnant
- Axel Dietrich (1944–2017), deutscher Schauspieler und Theaterregisseur

#### B
- Balthasar Dietrich (1527–1595), evangelischer Pfarrer
- Barbara Dietrich (1680–1704), das letzte Opfer der Hexenverfolgung in Ingolstadt
- Benjamin Dietrich (1910–1981), deutscher Journalist
- Bernd Dietrich (* 1944), deutscher Musiker und Komponist
- Bernd Caspar Dietrich (* 1957), deutscher Maler, Konzeptkünstler und Ausstellungsmacher
- Bernhard Dietrich (Wirtschaftsfunktionär) (1896–1965), deutscher Wirtschaftsfunktionär
- Bernhard Dietrich (Politiker) (1897–1961), deutscher Arzt und Politiker
- Bernhard Theo Dietrich (auch Theodor Dietrich-Dirschau; 1897–1978), deutscher Maler
- Bernhard Traugott Dietrich (1840–1902), deutscher Komponist und Kapellmeister
- Brandon Dietrich (* 1978), kanadischer Eishockeyspieler
- Brigitte Dietrich (* 1965), Schweizer Jazzmusikerin
- Bruno Dietrich (Geograph) (1886–1946), österreichischer Geograph, Rektor der Hochschule für Welthandel
- Bruno Dietrich (* 1939), deutscher Schauspieler
- Bürger Lars Dietrich (* 1973), deutscher Musiker und Comedian

#### C
- Carl Dietrich (Maler) (1821/1823–1888), österreichischer Maler und Fotograf
- Carl Dietrich (Architekt) (?–1915), deutscher Architekt
- Carl Dietrich (1873–1953), deutscher Politiker (SPD), siehe Karl Dietrich (Politiker, 1873)
- Carl Anton Dietrich (1787–1826), deutscher Bierbrauer, Gutsbesitzer und Politiker
- Carl Benjamin Dietrich (1791–1864), deutscher Pfarrer und Chronist
- Carolin Dietrich (Leichtathletin) (* 1985), deutsche Hürdenläuferin
- Carolin Dietrich (Schauspielerin) (* 1994), deutsche Schauspielerin
- Cathy Dietrich (* 1987), französische Schwimmerin
- Charles E. Dietrich (1889–1942), US-amerikanischer Politiker
- Charles Henry Dietrich (1853–1924), US-amerikanischer Politiker
- Charlotte Dietrich (Sozialpädagogin) (1887–1976), deutsche Sozialpädagogin
- Charlotte Dietrich (Künstlerin) (1935–2017), deutsche Künstlerin
- Christian Dietrich (Pietist) (1823–1911) schwäbischer Gemeinschaftsmann
- Christian Dietrich (Geistlicher) (1844–1919), deutscher Geistlicher
- Christian Dietrich (Politiker) (1869–1954), deutscher Arbeiter und Politiker (SPD, USPD)
- Christian Dietrich (Pfarrer) (* 1965), deutscher Pfarrer und DDR-Bürgerrechtler
- Christian Karl Dietrich (1774–1848), preußischer Generalmajor
- Christian Wilhelm Ernst Dietrich (1712–1774), deutscher Maler und Kupferstecher
- Christiane Dietrich-Buchecker (1942–2008), französische Chemikerin
- Christina Dietrich (* 1984), deutsche Journalistin und Moderatorin
- Christine Dietrich (* 1975), Schweizer reformierte Theologin und rechtsextreme Aktivistin
- Christoph Dietrich (* 1954), deutscher Hörspielregisseur

#### D
- Daniel Christoph Dietrich (1691–1772), österreichischer Baumeister
- David Nathaniel Friedrich Dietrich (1799–1888), deutscher Botaniker und Gärtner
- Dieter Dietrich (1935?–1988), deutscher Architekt
- Dominikus Dietrich (Jurist) (1620–1692), Ammeister von Straßburg
- Dominikus Dietrich (Geistlicher) (1871–1951), österreichischer Priester und Politiker
- Don Dietrich (Donald Armond Dietrich; 1961–2021), kanadischer Eishockeyspieler

#### E
- Eckhart Dietrich (1937–2023), deutscher Jurist, Richter am Kammergericht
- Eduard Dietrich (1860–1947), deutscher Orthopäde
- Eduard Dietrich (Maler) (1803–1877), Maler
- Elisabeth Heer Dietrich (* 1974), Schweizer Juristin
- Elke Dietrich (* 1952), deutsche Journalistin und Autorin, siehe Elke Reichart
- Emil Dietrich (Bauingenieur) (1844–1912), deutscher Bauingenieur, Baubeamter und Hochschullehrer
- Emil Dietrich (Oberamtmann) (1864–1906), deutscher Verwaltungsbeamter
- Emil Dietrich (Politiker, I), deutscher Kaufmann, Verbandsfunktionär und Politiker (FVp), MdL Preußen
- Emil Dietrich (Politiker, 1876) (1876–1933), deutscher Pädagoge und Politiker (Zentrum), MdL Preußen
- Emma Schmuziger-Dietrich (1866–1954), Schweizer Lehrerin, Sozialarbeiterin und Pfarrfrau
- Eric Dietrich (* 1985), deutscher Politiker
- Ernst Dietrich (Politiker, I), deutscher Politiker (KPD), MdL Lippe
- Ernst Dietrich (Politiker, 1916) (1916–2002), deutscher Politiker (CDU), Bürgermeister von Ratingen
- Ernst Ludwig Dietrich (1897–1974), deutscher Theologe und Orientalist
- Erwin C. Dietrich (1930–2018),  Schweizer Drehbuchautor, Filmproduzent, -produktionsleiter, -regisseur und Schauspieler
- Eugène de Dietrich (1844–1918), deutscher Industrieller und Politiker, MdR
- Ewald Dietrich (Politiker) (1881–nach 1950), deutscher Politiker (LDP), MdL Sachsen-Anhalt
- Ewald Christian Victorin Dietrich (1785–1860), deutscher Militärarzt und Schriftsteller

#### F
- Felix Dietrich (1874–1938), deutscher Verleger
- Florian Dietrich (* 1986), deutscher Filmregisseur und Drehbuchautor
- Frank Dietrich (Fußballspieler) (* 1959), deutscher Fußballspieler
- Frank Dietrich (Ruderer) (* 1965), deutscher Ruderer
- Frank Dietrich (Politiker) (1966–2011), deutscher Politiker (CDU)
- Frank Dietrich (Philosoph) (1966–2011), deutscher Philosoph und Hochschullehrer
- Franz Dietrich (1810–1883), deutscher Orientalist und Theologe
- Franz Dietrich (Maler) (1838–1890), deutscher Maler
- Franz Dietrich (Ornithologe) (1862–1944), deutscher Ornithologe
- Franz Dietrich (Politiker) (1928–2013), Schweizer Politiker
- Franz Xaver Dietrich (1882–1962), deutscher Maler
- Fred Dietrich (* 1921), Schweizerischer Schriftsteller und Geschäftsführer in München
- Friedrich von Dietrich (frz. Philippe-Frédéric Baron de Dietrich; 1748–1793), französischer Naturwissenschaftler und Politiker
- Friedrich Dietrich (Unternehmer) (1856–nach 1932), deutscher Unternehmer und Firmengründer
- Friedrich August Theodor Dietrich (1817–1903), deutscher Bildhauer
- Friedrich Carl Dietrich (1805–1891), deutscher Apotheker und Botaniker, Bruder von Albert Gottfried Dietrich
- Friedrich Christoph Dietrich (1779–1847), deutscher Lithograph und Kupferstecher
- Friedrich Gottlieb Dietrich (1765/1768–1850), deutscher Botaniker und Gartengestalter
- Fritz Dietrich (SS-Führer) (1898–1948), österreichischer SS-Führer und Polizeipräsident
- Fritz Dietrich (Musikwissenschaftler) (1905–1945), deutscher Musikwissenschaftler und Komponist
- Fritz Georg Dietrich (1870–1938), Schriftsteller, Schauspieler und Regisseur

#### G
- Georg Dietrich (Politiker, 1888) (1888–1971), deutscher Politiker (SPD), Reichstagsabgeordneter
- Georg Dietrich (Politiker, 1909) (1909–1998), deutscher Politiker (SPD), Oberbürgermeister von Offenbach am Main
- Georg Dietrich (Psychologe) (1928–2022), deutscher Psychologe und Hochschullehrer
- Gerhard Dietrich (Pilot) (1917–1982), deutscher Pilot
- Gerhard Dietrich (Pädagoge) (1927–1986), deutscher Pädagoge, Hochschullehrer und Gewerkschaftsfunktionär
- Gerhard Dietrich (Turner) (1942–2024), deutscher Geräteturner
- Gerhard Dietrich (Politiker), deutscher Politiker (DBD)
- Gerd Dietrich (* 1945), deutscher Historiker und Hochschullehrer
- Gottlieb Dietrich (Maler) (1854–1926), Schweizer Maler
- Gunnar Dietrich (*  1986),  deutscher Handballspieler
- Günter Dietrich (Ozeanograf) (1911–1972), deutscher Ozeanograf
- Günter Dietrich (Politiker) (* 1941), österreichischer Beamter und Politiker (SPÖ)
- Günther Dietrich (1921–2010), deutscher Maler und Bildhauer
- Gustav Dietrich (Wirtschaftsfunktionär), Vorsitzender des Ausschusses des Deutschen Handelskammertags
- Gustav Dietrich (Verbandsfunktionär) (1851–1940), deutscher Zimmerer und Verbandsfunktionär
- Gustav Dietrich (Politiker) (1877–1972), deutscher Politiker (DDP/LDPD)
- Gustav Dietrich (Uhrmacher), deutscher Uhrmacher und Träger des Bundesverdienstkreuzes

#### H
- Hans Dietrich (Politiker) (1898–1945), deutscher Politiker (NSFP, NSDAP)
- Hans Albert Dietrich (1886–1963), deutscher Gynäkologe und Hochschullehrer
- Hans-Christian Dietrich (1869–1950), deutscher Bankmanager und Hochschullehrer
- Heinrich Dietrich (Pädagoge) (1886–1952), deutscher Pädagoge und Ministerialbeamter
- Heinrich Dietrich (Politiker) (1907–1966), deutscher Politiker (KPD)
- Heinrich August Dietrich (1820–1897), deutscher Landschaftsgärtner und Mykologe
- Heinrich Moritz Dietrich (1818–1893), sächsischer Offizier
- Heinz Dietrich (Mediziner) (1918–2005), deutscher Neurologe und Psychiater sowie Hochschullehrer
- Heinz Dietrich (1927–2014), deutscher Sportfunktionär
- Helene Dietrich (* 1960), deutsche Fußballnationalspielerin
- Helga Dietrich (1940–2018), deutsche Biologin
- Helmut Dietrich (Politiker) (1922–1986), deutscher Politiker (SED) und Bankmanager
- Helmut Dietrich (Architekt) (* 1957), österreichischer Architekt, siehe Dietrich Untertrifaller Architekten #Gründungsphase
- Helmut Meyer-Dietrich (1909–nach 1975), deutscher Journalist
- Hermann Dietrich (Politiker, 1856) (1856–1930), deutscher Politiker (DVNP)
- Hermann Dietrich (Politiker, 1879) (1879–1954), deutscher Politiker (DDP)
- Hermann Dietrich (Künstler) (1892–1971), Schweizer Maler, Werbegrafiker und Filmemacher
- Hermann Dietrich (Tiermediziner) (* 1953), österreichischer Tiermediziner und Hochschullehrer
- Holger Dietrich (* 1961), deutscher Urologe und Medizinhistoriker
- Horst Dietrich (1935–2014), deutscher Maler und Kunstförderer
- Hubert Dietrich (1930–2006), österreichischer Maler und Restaurator
- Hugo Dietrich (1896–1951), deutscher Rechtsanwalt und Notar

#### I
- Inga Dietrich (* 1969), deutsche Schauspielerin
- Inge Meyer-Dietrich (* 1944), deutsche Kinder- und Jugendbuchautorin
- Ingrid Dietrich (* 1944), deutsche Pädagogin und Hochschullehrerin

#### J
- Jackson Dietrich (* 1996), deutsch-US-amerikanischer Fußballspieler
- Jan Dietrich (Theologe) (* 1974), deutscher Theologe
- Jan-Hendrik Dietrich (* 1976), deutscher Rechtswissenschaftler
- Jan Dietrich (Leichtathlet) (Lebensdaten unbekannt), deutscher Leichtathlet
- Janine Dietrich (* 1972), deutsche Tischtennisspielerin
- Jens Dietrich (Politiker) (* 1965), deutscher Politiker (AfD)
- Jens Dietrich (Dramaturg) (* 1976), deutscher Dramaturg
- Johann Dietrich (Orgelbauer) (1716–1758), deutscher Orgelbauer
- Johann Friedrich Dietrich (1753–1833), königlich-sächsischer Kommissionsrat, Amtmann und Autor
- Johann Gottlieb Dietrich (1910–1979), deutscher Schriftsteller, Redakteur und Regisseur, siehe Hanns Maria Braun
- Johannes Dietrich (* 1985), deutscher Schwimmer
- Jörg Dietrich (* 1978), deutscher Fotograf
- Josef Dietrich (1892–1966), deutscher Politiker (NSDAP) und SS-Offizier, siehe Sepp Dietrich
- Josef Dietrich (Chorleiter) (1915–2006), deutscher Chorleiter, Dirigent und Organist
- Josef Dietrich von Dietrichsberg (1780–1855), österreichischer Fuhrwerkunternehmer, Theatergründer und Theatermäzen
- Joseph Dietrich (Maler) (1696–1745), deutscher Maler
- Joseph-Auguste Dietrich (1821–1863), Schweizer Maler und Zeichner
- Joseph R. Dietrich (Physiker) (1914–1982), amerikanischer Physiker und Pionier der Kerntechnik, ehem. Präsident der ANS
- Julius Christoph Friedrich Dietrich (1795–1872), württembergischer Landtagsabgeordneter
- Jürgen Dietrich (1935–2010), deutscher Politiker

#### K
- Kai Dietrich, deutscher Wirtschafts- und Wissenschaftsjournalist
- Karl Dietrich (Politiker, 1873) (auch Carl Dietrich; 1873–1953), deutscher Polizeibeamter und Politiker (SPD)
- Karl Dietrich (Bildhauer) (1883–1954), deutscher Bildhauer
- Karl Dietrich (Politiker, 1886) (1886–1963), deutscher Politiker (Zentrum), MdPL Hannover
- Karl Dietrich (Politiker, II), deutscher Politiker, Mitglied der Lübecker Bürgerschaft
- Karl Dietrich (Politiker, 1899) (1899–1941), deutscher Politiker (SPD)
- Karl Dietrich (Komponist) (1927–2014), deutscher Komponist und Musikwissenschaftler
- Karl Dietrich (Ingenieur) (1936–2007), Schweizer Verkehrsingenieur und Hochschullehrer
- Karl Wilhelm von Dietrich (1811–1889), mährischer Politiker, Bürgermeister von Troppau
- Kaspar Dietrich (1818/1819–1878), Schweizer Entomologe, Museumskustos und Präparator
- Kerstin Dietrich (* 1984), deutsche Schauspielerin und Sängerin
- Klaus Dietrich (Physiker) (* 1934), deutscher Physiker, Professor für Theoretische Physik in München
- Klaus Dietrich (Schachspieler) (* 1965), deutscher Fernschachspieler
- Klaus Dietrich (Fußballspieler) (* 1974), österreichischer Fußballspieler
- Knut Dietrich (1936–2023), deutscher Sportpädagoge
- Kurt Dietrich (1887–1965), deutscher Landwirt und Ministerialbeamter

#### L
- L. F. Dietrich (1811–1876), deutscher Schriftsteller, Journalist und Privatgelehrter, siehe Carl Schöpfer
- Lars Dietrich (* 1968), deutscher Politiker (CDU)
- Leopold-August Dietrich (1877–1954), russisch-sowjetischer Bildhauer und Hochschullehrer
- Luc Dietrich (1913–1944), französischer Schriftsteller

#### M
- Manfred Dietrich (Regisseur) (* 1943), deutscher Theaterregisseur
- Manfred Dietrich (General) (* 1944), deutscher Generalleutnant
- Manfried Dietrich (1935–2024), deutscher Ugaritist
- Marc Dietrich (* 1948), Schweizer Musiker
- Marek Dietrich (1934–2009), polnischer Ingenieurwissenschaftler
- Margret Dietrich (1920–2004), deutsch-österreichische Theaterwissenschaftlerin
- Maria Almas-Dietrich (1892–1971), deutsche Kunsthändlerin
- Maria Elisabeth Dietrich († 1707), Äbtissin (1687–1707), Chronikschreiberin des Klosters Tänikon
- Marie Dietrich (1868–1939), deutsche Opernsängerin (Sopran)
- Marion Dietrich (Pilotin) (1926–1974), US-amerikanische Pilotin
- Marion Dietrich (Kraftsportlerin) (1954–2019), deutsche Kraftsportlerin
- Marlene Dietrich (1901–1992), deutschamerikanische Schauspielerin und Sängerin
- Martin Dietrich (Offizier) (1883–1973), deutscher Marine- und Luftwaffenoffizier
- Martin Dietrich (Politiker, I), deutscher Politiker (LDPD), MdV
- Martin Dietrich (Politiker, 1929) (1929–2012), deutscher Jurist und Politiker, Oberbürgermeister von Backnang
- Martin Dietrich (Wirtschaftswissenschaftler) (* 1971), deutscher Wirtschaftswissenschaftler
- Martina Kaller-Dietrich (* 1963), österreichische Historikerin und Lateinamerikanistin, siehe Martina Kaller
- Mathias Dietrich (* 1964), deutscher Musiker, siehe Die Prinzen
- Matthias Dietrich (Diplomat) (* 1949), deutscher Historiker und Diplomat
- Matthias Dietrich (Schauspieler) (* 1981), deutscher Schauspieler
- Maurin Dietrich (* 1990), deutsche Kuratorin
- Max Dietrich (Kapitän) (1870–1916), deutscher Kapitän und Luftschiffer
- Max Dietrich (Publizist) (1896–1977), deutscher Pastor und Publizist
- Maximilian Dietrich (1903–1989), deutscher Verleger
- Michael R. Dietrich (* 1963), US-amerikanischer Biologiehistoriker
- Monika Dietrich (* 1960), deutsche Tischtennisspielerin, siehe Monika Sedlmair

#### N
- Nelli Dietrich (* 1989), deutsche Basketballspielerin
- Nikola Dietrich (* 1972), deutsche Kunsthistorikerin und Kuratorin
- Nikolaus Dietrich (* 1980), deutscher Klassischer Archäologe
- Noah Dietrich (1889–1982), US-amerikanischer Manager
- Norbert Dietrich (1931–2003), deutscher Kunstturner

#### O
- Oscar Dietrich (1853–1940), österreichischer Gold- und Silberschmied
- Oskar Dietrich (1888–1978), österreichischer Komponist und Lyriker
- Otto Dietrich (1897–1952), deutscher Journalist und Politiker (NSDAP)

#### P
- Paul Dietrich (Volksmusiker) (1888–1938), österreichischer Musiker und Komponist
- Paul Dietrich (Politiker) (1889–1937), deutscher Politiker (KPD)
- Paul Dietrich (Künstler) (1907–1991), deutscher Maler, Grafiker, Designer und Schulgründer (Bodensee-Kunstschule)
- Paul Dietrich (Heimatforscher) (1910–2004), deutscher Heimatforscher und Museumsgründer
- Paul Dietrich (Musiker) (* 1988), US-amerikanischer Jazzmusiker
- Peter Dietrich (* 1935), deutscher Formgestalter und Keramiker, siehe Anni und Peter Dietrich
- Peter Dietrich (Unternehmer) (1938–2017), deutscher Hafenlogistiker
- Peter Dietrich (Fußballspieler) (* 1944), deutscher Fußballspieler
- Philippe-Frédéric de Dietrich (1748–1794), französischer Naturwissenschaftler, Maire von Straßburg, siehe Friedrich von Dietrich
- Pia Dietrich (* 1994), deutsche Basketballspielerin

#### R
- Rainer Dietrich (Linguist) (* 1944), deutscher Sprachwissenschaftler und Psycholinguist
- Rainer Dietrich (Politiker) (1952–2014), deutscher Politiker
- Raphael Dietrich, deutsch-russischer römisch-katholischer Geistlicher und Märtyrer
- Raymond Dietrich (1894–1980), US-amerikanischer Automobildesigner und Unternehmer
- Regina Werner-Dietrich (* 1950), deutsche Sängerin (Sopran) und Gesangspädagogin
- Reinhard Dietrich (Bildhauer) (1932–2015), deutscher Bildhauer
- Reinhard Dietrich (Jurist) (* 1957), deutscher Jurist und Historiker
- Richard Dietrich (Flugzeugkonstrukteur) (1894–1945), deutscher Flugzeugkonstrukteur
- Richard Johann Dietrich (1938–2019), deutscher Architekt und Bauingenieur
- Richard Dietrich (Historiker) (1909–1993), deutscher Historiker
- Robert Dietrich (Eishockeyspieler) (1986–2011), deutscher Eishockeyspieler
- Robert A. Dietrich (1889–1947), deutscher Filmarchitekt
- Roberto Dietrich (* 1984), rumänischer Politiker, MdEP
- Rolf Dietrich (1933–2012), deutscher Schauspieler
- Ronny Dietrich (* 1956), deutsche Dramaturgin
- Rudolf Dietrich (Skispringer) (1929–2004), österreichischer Skispringer
- Rudolf Adrian Dietrich (1894–1969), deutscher Übersetzer, Archivar, Herausgeber und Schriftsteller
- Rudolph Dietrich (* 1955), Schweizer Musiker, Musikproduzent und Journalist

#### S
- Sarah Meyer-Dietrich (* 1980), deutsche Schriftstellerin
- Sepp Dietrich (Josef Dietrich; 1892–1966), deutscher Generaloberst und SS-Oberst-Gruppenführer
- Severin Dietrich (* 1994), Schweizer Biathlet
- Siegfried Dietrich (Autor) (* 1920), deutscher Jugendbuchautor
- Siegfried Dietrich (Physiker) (* 1954), deutscher Physiker
- Silke Dietrich (* 1961), deutsche Basketballspielerin, -trainerin und -funktionärin
- Sixt Dietrich (1492–1548), deutscher Komponist
- Stefan Dietrich (Fußballspieler) (* 1956), deutscher Fußballspieler
- Stefan Dietrich (Schauspieler) (* 1971), deutscher Schauspieler
- Stefan Dietrich (Politiker) (* 1974), Schweizer Politiker
- Stephan Dietrich (1898–1969), deutscher Lehrer und Heimatdichter
- Stephanie Dietrich (* 1966), norwegische evangelische Theologin
- Susan Dietrich (* 1981), deutsche Triathletin, siehe Susan Blatt
- Suzanne de Dietrich (1891–1981), französische Theologin
- Suzy Dietrich (1926–2015), US-amerikanische Automobilrennfahrerin
- Sven Dietrich (* 1969), deutscher Politiker (SPD)

#### T
- Tadeusz Dietrich (1905–1960), polnischer Politiker, Mitglied des Sejm (PZPR), Minister
- Theo Dietrich (* 1917), deutscher Pädagoge und Professor für Erziehungswissenschaft
- Theodor Dietrich (1833–1917), deutscher Chemiker
- Thomas Dietrich (* 1958), deutscher Bühnendarsteller und Regisseur
- Tim-Justin Dietrich (* 2002), deutscher Fußballspieler
- Tobias Dietrich (* 1972), deutscher Historiker mit Schwerpunkt Geschichtsdidaktik
- Trude Dietrich  (1907–1981), österreichische Fotografin
- Tyler Dietrich (* 1984), kanadischer Eishockeyspieler und -trainer

#### U
- Urs Dietrich (* 1958), Schweizer Choreograf

#### V
- Veit Dietrich (1506–1549), deutscher Theologe, Schriftsteller und Reformator
- Verena Dietrich (1941–2004), deutsche Architektin und Hochschullehrerin
- Volker Dietrich, deutscher Bobsportler
- Volkmar Rudolf Dietrich (1863–nach 1935), deutscher Lehrer

#### W
- Waldemar Dietrich (* 1973), deutscher Eishockeyspieler und -trainer
- Walter Dietrich (Fussballspieler) (1902–1979), Schweizer Fußballspieler
- Walter Dietrich (Theologe) (* 1944), deutscher Theologe und Hochschullehrer
- Walther Dietrich (1873–nach 1929), deutscher Architekt
- Waltraud Dietrich (* 1959), österreichische Politikerin (Team Stronach)
- Wendel Dietrich (um 1535–um 1622), deutscher Holzschnitzer
- Werner Dietrich (1916–1997), deutscher Arzt und Tanzsportfunktionär
- Werner Dietrich (Botaniker) (1938–2011), deutscher Botaniker und Leiter des Botanischen Gartens der Heinrich-Heine-Universität Düsseldorf
- Wilfried Dietrich (1933–1992), deutscher Ringer
- Wilhelm Dietrich (Elektrotechniker) (1852–1930), deutscher Ingenieur und Hochschullehrer
- Wilhelm von Dietrich (1855–1913), österreichischer Kaufmann, Spediteur und Politiker
- Wilhelm Dietrich (Mediziner) (1879–1941), deutscher Generalarzt
- Wilhelm Dietrich (Künstler) (1889–1961), deutscher Keramikhandwerker und Künstler
- Wilhelm August Salomo Dietrich (1811–1866), deutscher Naturforscher
- Wilhelm Otto Dietrich (1881–1964), deutscher Paläontologe
- Willy Dietrich (1886–1955), deutscher Theaterschauspieler und Theaterintendant
- Wolf Dietrich (Schauspieler), Schauspieler
- Wolf Dietrich (Journalist) (1919–1981), deutscher Journalist
- Wolf Dietrich (Regisseur) (* 1931), österreichischer Regisseur
- Wolf Dietrich (Romanist) (* 1940), deutscher Romanist und Linguist
- Wolf S. Dietrich (* 1947), deutscher Schriftsteller
- Wolfgang Dietrich (Religionspädagoge) (1925–2021), deutscher ev. Theologe, Religionspädagoge und Hochschullehrer
- Wolfgang Dietrich (Unternehmer) (* 1948), deutscher Unternehmer
- Wolfgang Dietrich (Politiker) (1951–2016), deutscher Politiker (CDU)
- Wolfgang Dietrich (Politikwissenschaftler) (* 1956), österreichischer Politikwissenschaftler und Friedensforscher

## Sonstiges
- Dietrich von Bern ist eine deutsche Sagenfigur des Mittelalters